# Kōichi Nagano
Kōichi Nagano (jap. 永野 広一 Nagano Kōichi; ur. 12 grudnia 1966) – japoński seiyū i aktor dubbingowy.

## Wybrana filmografia
- 1992: Super Dan
- 1995: Neon Genesis Evangelion
- 1997: Rewolucjonistka Utena
- 1998: Tajemnicze Złote Miasta
- 1998: Pokémon
- 1999: Turn A Gundam
- 1999: Detektyw Conan
- 1999: One Piece
- 2000: Mały kotek Feliks i przyjaciele
- 2002: MegaMan NT Warrior
- 2003: Avenger
- 2003: Ninja Scroll
- 2003: Petite Princess Yucie
- 2004: Gantz
- 2004: Kyō kara maō!
- 2004: Samurai Champloo
- 2004: Tenjo tenge
- 2004: Yu-Gi-Oh! GX
- 2005: Onegai My Melody
- 2005: Mushishi
- 2006: Katekyō Hitman Reborn!
- 2008: Gunslinger Girl